# Tmutarakań
Tmutarakań (ros. Тмутаракань) – dawne historyczne miasto, którego pozostałości znajdują się obecnie na terenie Kraju Krasnodarskiego w Rosji. Położenie miasta umożliwiało kontrolowanie Cieśniny Kerczeńskiej i znajdujących się na niej dróg wodnych łączących Morze Czarne z Morzem Azowskim. Obecnie na terenie dawnego miasta znajduje się stanica kozacka Tamań.
Leżało na Półwyspie Tamańskim, naprzeciwko Kercza, w miejscu dawnej greckiej kolonii Hermonassa. Pierwsza wzmianka pochodzi z roku 988. Było stolicą księstwa tmutarakańskiego. Pod koniec XI wieku podbity przez Bizancjum.
Dawniej w języku rosyjskim istniały zwroty послать в Тьмутаракань i поехать в Тьмутаракань, gdzie Тьмутаракань oznaczało dalekie, niezbadane tereny. Również obecnie w potocznym języku rosyjskim słowo тьмутаракань jest używane w podobnym znaczeniu.